# DKOldies
DKOldies es una empresa estadounidense de comercio electrónico que se enfoca en el juego retro y la recolección de videojuegos. Vende la mayoría de las consolas desde la segunda generación de consolas de videojuegos hasta la octava. Vendió casi $ 3 millones en juegos antiguos en línea en 2016.

## Historia
DKOldies se fundó a principios de la década de 2000 en Morgantown, Pensilvania. Su propietario, Drew Steimel, comenzó su carrera en el comercio electrónico vendiendo juegos de NES en línea a principios de la década de 2000. En 2017, DKOldies trajo en eBay una copia rara sellada de Super Mario Bros. por 30 000 dólares. Fue el juego DKOldies más caro en la historia de Internet hasta que se rompió el récord en 2020 cuando Super Mario Bros. 3 se vendió por $ 160,000. En 2022, el rapero estadounidense Lil Yachty trajo varios videojuegos de DKOldies y el pedido incluye juegos que van desde Marvel vs. Capcom 2: New Age of Heroes, Halo, SpongeBob SquarePants: Battle for Bikini Bottom, Mortal Kombat, y Tony Hawk's Pro Skater 2.

## Productos y servicios

### Productos
El sitio web de DKOldies vende juegos, consolas y Amiibos. La primera consola disponible en DKOldies es Atari 2600 y la última es Xbox One. Joey Walker Denny, en una transmisión en vivo, dijo que las razones por las que los productos en el sitio web son tan altos es porque tienen que pagar más por las existencias que los precios de las consolas en línea. Las consolas como Playstation, Wii y Nintendo 64 tienen controladores de terceros no oficiales. Para obtener los controladores OEM originales, los compradores tendrían que pagar $60 por los controladores OEM. Esta práctica ha sido criticada.[cita requerida]
El juego más caro en DKOldies es Little Samson, costando $2,799.99. Little Samson es un juego de plataformas de 1992 desarrollado por Takeru y publicado por Taito para Nintendo Entertainment System. Fue lanzado en Norteamérica el 22 de octubre de 1992 y en ese momento era prácticamente desconocido con poca promoción y se vendió muy mal. Como resultado, la versión norteamericana del juego se ha convertido desde entonces en un costoso artículo de colección. 

Captura de pantalla del sitio web de DKOldies

### Sede principal
La sede de DKOldies en Morgantown, Pensilvania, es solo para enviar juegos a sus clientes y negocios.

### Marketing
DKOldies promociona sus productos a través de YouTube Shorts y TikTok.
En 2021, DKOldies inició una cuenta en TikTok y empezó a subir videos.

## Críticas
Aunque DKOldies hace ventas y descuentos en el precio por un tiempo limitado, las críticas se han generalizado ya que muchos coleccionistas de juegos retro comenzaron a notar los muchos artículos sobrevaluados en la tienda. Por ejemplo, Adrián Morales, de Gamerant, notó los muchos artículos reacondicionados sobrevaluados, incluida la consola Wii con el paquete Wii Sports a un precio de $349.99.
En 2023, los YouTubers TronicsFix y Jacob R compraron una NES y una PS3 e informaron que había problemas importantes con las consolas. Por ejemplo, TronicsFix notó que en su NES había pines rotos, y en el caso de Jacob R, la consola PS3 estaba polvorienta y sucia. DKOldies declaró varias veces que reacondiciona sus consolas, pero aun así recibió críticas por los videos que publicaron.